# Stetter-Reaktion
Die Stetter-Reaktion ist eine chemische Reaktion, die der Synthese von 1,4-Diketonen dient. Als Edukte dieser cyanid-katalysierten Reaktion werden ein Aldehyd und ein Michael-Akzeptor (α,β-ungesättigtes Keton, siehe auch Michael-Addition) eingesetzt. Auch α,β-ungesättigte Nitrile oder Ester können zur Reaktion gebracht werden. Die Reaktion ist nach dem deutschen Chemiker Hermann Stetter benannt.

## Reaktionsmechanismus
Zunächst addiert das Cyanidion reversibel an den Aldehyd. Das gebildete Alkoholat tautomerisiert nun zu einem Carbanion, welches dann nukleophil am Michael-Akzeptor angreift. Durch Abspaltung des katalytisch zugesetzten Cyanids und anschließender Keto-Enol-Tautomerie wird das gewünschte Diketon erhalten.

## Varianten
Anstelle von Cyanidionen können auch aus Thiazoliumsalzen erzeugte Ylide benutzt werden.
Werden α,β-ungesättigte Nitrile als Akzeptoren eingesetzt, so können durch die Stetter-Reaktion γ-Ketonitrile synthetisiert werden.